# ویلفرد مالسون
ویلفرد مالسون (انگلیسی: Wilfrid Malleson; ۸ سپتامبر ۱۸۶۶ – ۲۴ ژانویهٔ ۱۹۴۶) فرمانده نظامی اهل بریتانیا بود.